# Starîțkivka, Mașivka
Starîțkivka (în ucraineană Старицьківка) este localitatea de reședință a comunei Starîțkivka din raionul Mașivka, regiunea Poltava, Ucraina.

## Demografie
Componența lingvistică a localității Starîțkivka
     Ucraineană (94,29%)
     Rusă (5,71%)
Conform recensământului din 2001, majoritatea populației localității Starîțkivka era vorbitoare de ucraineană (94,29%), existând în minoritate și vorbitori de rusă (5,71%).